# خواهران بنگر
خواهران بنگر (به انگلیسی: The Banger Sisters) فیلمی محصول سال ۲۰۰۲ و به کارگردانی باب دلمن است. در این فیلم بازیگرانی همچون گلدی هان، سوزان ساراندون، جفری راش، اریکا کریستنسن، روبن توماس و اوا اموری ایفای نقش کرده‌اند.